# Acacia celastrifolia
Acacia celastrifolia é uma espécie de leguminosa do gênero Acacia, pertencente à família Fabaceae.